# تقریب بورن–اوپنهایمر
بر پایهٔ تقریب بورن-اوپنهایمر (انگلیسی: Born–Oppenheimer approximation) حرکت الکترون و هسته در یک مولکول جداشدنی هستند. این تقریب توسط دو فیزیکدان نظری، ماکس بورن و رابرت اوپنهایمر ارائه گردیده است. این تقریب بر مبنای ریاضیاتی مکانیک کوانتوم اجازه می‌دهد تا تابع موج یک مولکول به توابع موج هسته‌ای و الکترونی تقسیم شوند:
{\displaystyle \Psi _{\mathrm {total} }=\psi _{\mathrm {electronic} }\times \psi _{\mathrm {nuclear} }}
انرژی الکترونی شامل انرژی جنبشی، پس‎زنی بین الکترونی، پس‌زنی هسته‌ای و جاذبه هسته-الکترون است. در مقابل، انرژی هسته و انرژی‌های انتقالی، چرخشی و ارتعاشی نیز دارای برهم‌کنش با انرژی الکترون هستند. تقریب بورن-اپنهایمر به طور خلاصه بیان می‌دارد که به سبب تفاوت در انرژی‌ها، می‌توان از انرژی‌های هسته و الکترون در برابر انرژی‌های چرخشی و ارتعاشی و انتقالی چشم‌پوشی نمود. بیان دیگر تقریب بورن-اپنهایمر این است که هامیلتونی مولکولی غیر نسبیتی مستقل از زمان مطلق برابر است با مجموع عملگرهای انرژی جنبشی و هامیلتونی الکترونی:
{\displaystyle H=H_{\mathrm {e} }+T_{\mathrm {n} }\,}
به عبارت دیگر انرژی به عنوان ویژه‌مقدار تابع موج، مجموع انرژی جنبشی و انرژی الکترونی است:
{\displaystyle \left[T_{\mathrm {n} }+E_{\mathrm {e} }(\mathbf {R} )\right]\phi (\mathbf {R} )=E\phi (\mathbf {R} )}